# الکساندر کونرادی
الکساندر کونرادی (به آلمانی: Alexander Conrady) یک نظامی بلندپایه آلمانی در دوره رایش سوم بود. او از دارندگان نشان صلیب شوالیه صلیب آهنین بود. او در عملیات باگراتیون توسط نیروهای ارتش سرخ اسیر و در سال ۱۹۵۴ آزاد شد.

## نشان‌ها
- نشان خدمت طولانی در ورماخت (۲ اکتبر ۱۹۳۶)
- صلیب آهنین (۲ ژوئیه ۱۹۴۰)
- صلیب آلمانی (۲۴ دسامبر ۱۹۴۱)
- صلیب شوالیه صلیب آهنین
- نشان جبهه شرقی (۱۶ ژوئیه ۱۹۴۲)